# Döbra (Liebstadt)
Döbra ist ein Ortsteil der sächsischen Stadt Liebstadt im Landkreis Sächsische Schweiz-Osterzgebirge.

## Geografie
Döbra liegt im Tal des Döbraer Baches ca. drei Kilometer südwestlich von Liebstadt. Die Größe der Gemarkung beträgt 585 Hektar.

### Nachbarorte
| Rückenhain  | Berthelsdorf                                |             |
|             | Kompassrose, die auf Nachbargemeinden zeigt | Börnersdorf |
| Dittersdorf | Waltersdorf                                 | Hennersbach |

## Geschichte

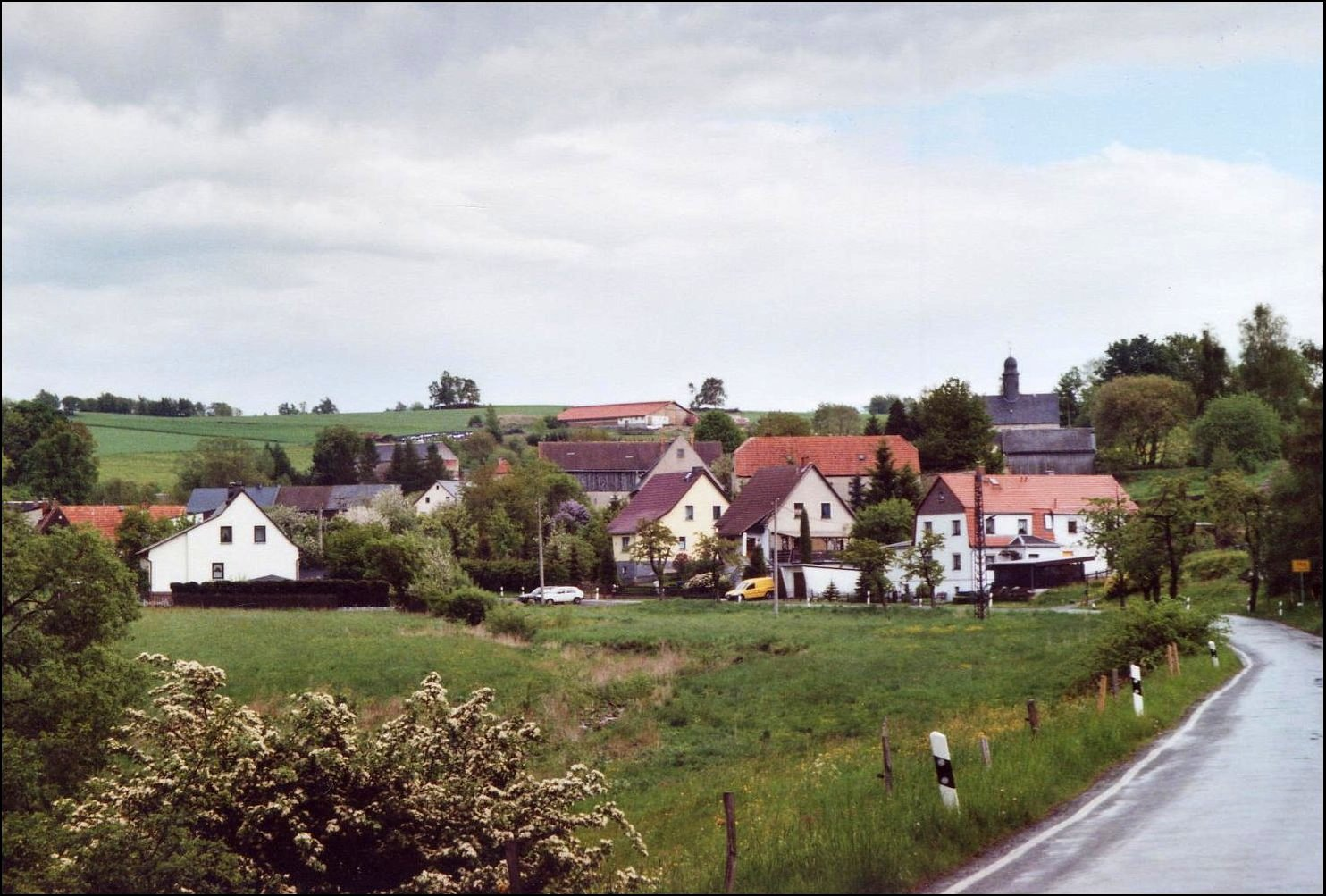
Blick auf den Ort

Der Ort ist seit 1994 ein Ortsteil von Liebstadt. Es wurde 1376 erstmals als Dobrano erwähnt. Als weitere Namensschreibweisen sind u. a. Dobreye (1406), Dobraw (1495), Dobre (1507), Deebraw (1530), Döber (1551) und Deeber (1570) überliefert. All diese Varianten leiten sich aus dem slawischen ab und sollen Gutes Wasser (dobře = gut, voda = Wasser) bedeuten. Damit bezeichnete man ursprünglich den Döbraer Bach, dessen Name auf das Dorf übertragen wurde. Für die Entwicklung des langgestreckten Reihendorfes mit Waldhufenflur war bis in die jüngere Vergangenheit hinein die Landwirtschaft bestimmend. Baulich wird das Gebirgsbauerndorf von zahlreichen sehenswerten Vier- und Dreiseithöfen geprägt. Diese wurden vor allem im 20. Jahrhundert durch an der Bachaue gelegene Handwerker-, Arbeiter- und Einfamilienhäuser ergänzt. Eine bescheidene wirtschaftliche Diversifikation begann erst nach 1939 bzw. 1954 mit der Ansiedlung zweier feinmechanischer Kleinbetriebe und der Errichtung eines Stützpunktes der Schuhfabrik Weesenstein (1972). Aus einem dieser Betriebe ging die heute noch existente Präzimat Feinmechanik GmbH hervor. Weitere Arbeitsplätze sind in geringem Umfang in der Landwirtschaft und bei kleineren Handwerks- und Dienstleistungstreibenden vorhanden. Ein Großteil der heute etwa 200 Einwohner pendelt aber zu den Arbeitsstätten im Umland.

### Entwicklung der Einwohnerzahl
Folgende früheren Einwohnerzahlen sind für Döbra überliefert:
| Jahr | Einwohnerzahl                     | Häuser |
| ---- | --------------------------------- | ------ |
| 1551 | 34 besessene Mann und 23 Inwohner |        |
| 1764 | 24 besessene Mann und 3 Gärtner   |        |
| 1834 | 290                               | 47     |
| 1871 | 359                               |        |
| 1890 | 308                               |        |
| 1910 | 295                               |        |
| 1939 | 306                               |        |
| 1946 | 410                               |        |
| 1957 | 352                               |        |
| 1964 | 279                               |        |
| 1990 | 236                               |        |
| 1999 | 229                               | 74     |

## Sehenswürdigkeiten

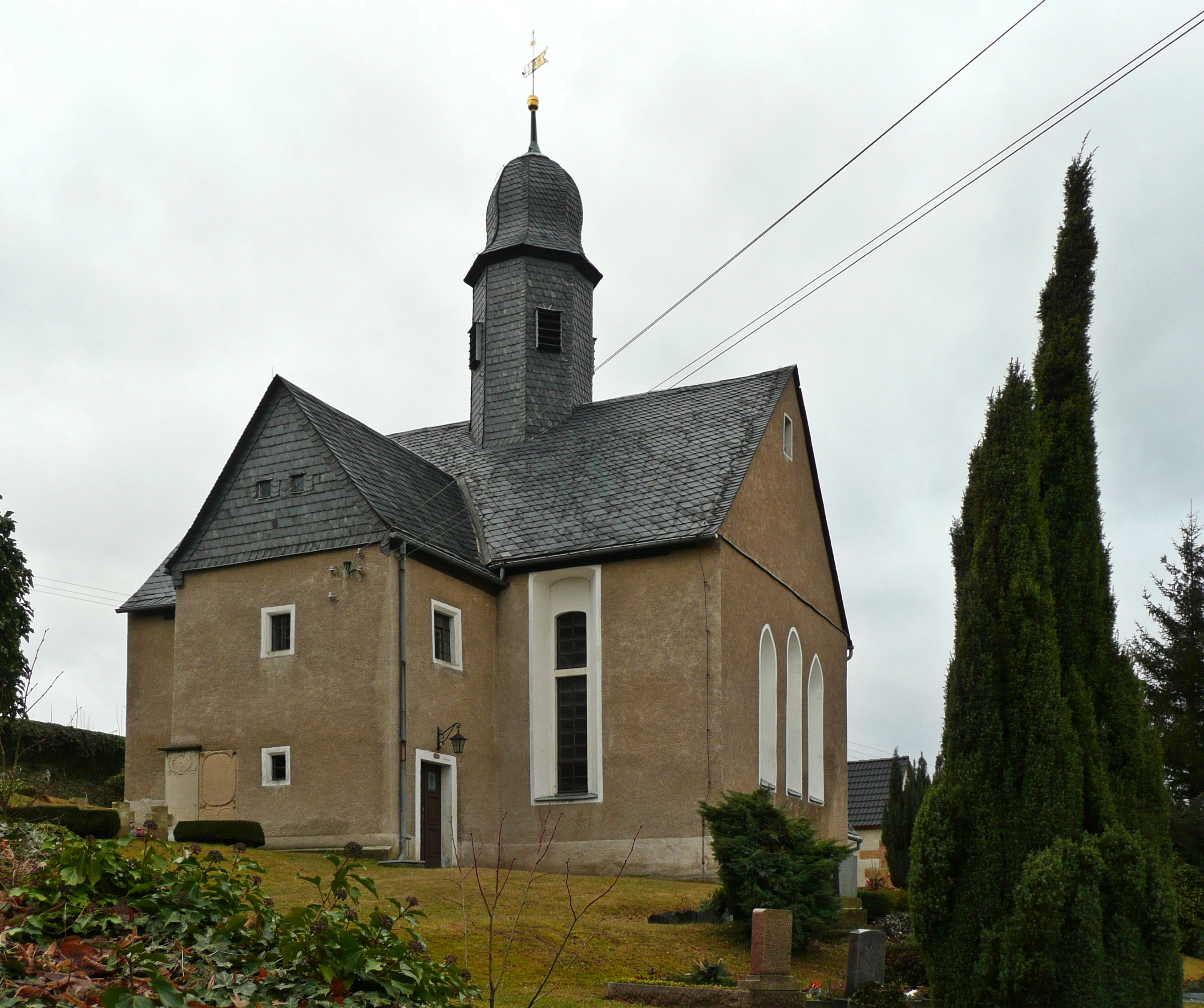
Dorfkirche

Größte Sehenswürdigkeit des kleinen Ortes ist die Dorfkirche. Bei Sanierungsarbeiten wurden 1981 in der Kirche Fresken mit Bildern aus dem Leben Jesu Christi entdeckt, die aus dem 13. Jahrhundert stammen. Die Pfarrstelle des Ortes wird erstmals 1376 urkundlich erwähnt. Die älteste der Glocken stammt aus dem Jahr 1415. Ende des 16. Jahrhunderts erfolgte ein Umbau, bei dem die Seitenemporen eingebaut und der alte Flügelaltar ausgebaut und ein barocker Kanzelaltar eingebaut wurde. Der war zuletzt in Dresden eingelagert und verbrannte dort beim Luftangriff vom 13./14. Februar 1945. Das zinnerne Taufbecken stammt aus dem Jahr 1618. Die erste Orgel der Kirche wurde 1671 eingebaut. Die jetzige Orgel stammt aus dem Jahr 1925.